# Sami Garam
Sami Karolus Garam (* 31. říjen 1967, Helsinky) je finský dabér, kuchař, překladatel a spisovatel maďarského původu.

## Biografie

### Rodinný původ
Narodil se v roce 1967 ve finských Helsinkách do národnostně smíšené finsko–maďarské rodiny, jako nejstarší ze tří dětí. Jeho matkou byla finský spisovatelka Sirkka Garam (rozená Saarikoski; 1939–2018), jejímž bratrem byl finský básník a spisovatel Pentti Saarikoski (1937–1983). Jeho otcem je maďarský violoncelista Károly Garam (* 1941), mladší bratr ve Finsku žijícího maďarského houslisty Lajose Garama (* 1939), jejichž společným otcem byl Lajos Garam, evangelický kněz a pedagog ve městě Eger. 

### Kariéra
Jeho celoživotní profesí je vaření. Pracoval jako šéfkuchař v mnoha restauracích a za své kuchařské umění se mu dostalo velkého uznání. Vařil i v jednom z budapešťských hotelů. Je také majitelem restaurační společnosti Garam & Vermiglio Catering Oy, která byla založena v roce 2010.
Jeho další aktivitou, skrze kterou se stal více známým, je literatura. Napsal či přeložil několik knih v helsinském slangu finštiny, včetně slangových verzí klasických finských románů či   Aku Ankka (Kačer Donald) a komiksu Asterix. 
Byl také dabérem ve finské verzi filmu Ratatouille od Pixaru. Natočil rovněž několik pořadů o jídle.

## Soukromý život
Sami Garam byl  více než 25 let ženatý s Päivi Garam, s níž má tři děti: Julia (* 1991), Petra (* 1992) a Kasper (* 1995). V prosinci 2017 požádal o rozvod. V lednu 2018 veřejně představil svou novou přítelkyni Ninu, která pracuje ve zdravotnictví a se kterou v dubnu 2019 uzavřel sňatek. V roce 2023 byla Garamovi diagnostikována nemoc alopecia universalis projevující se ztrátou všech vlasů.

## Dílo
- Rotsi on mut byysat puuttuu (2000)
- Snögeli ja seittemän snadii starbuu (2001)
- Jörde-Juge (2001)
- Stadilainen tsöge (2002)
- Allu Stemun Seittemän broidii (2003)
- Daijulastooreja (2004)
- Kessen rehukotsa (2005)
- Puolialaston kokki (2005)
- Pidot Ankkalinnassa (2006)
- gAstronominen keittokirja (2008)
- Keittiö mökillä (2015)
- Keittiö retkellä (2016)
- Talvikeittiö (2016)